# Sarcohyla toyota
Sarcohyla toyota es una especie de anfibios de la familia Hylidae. Es endémica de México.
Sus hábitats naturales incluyen bosques de nubes en las Sierra Madres. Está amenazada de extinción por la destrucción de su hábitat natural.